# Scott Pelley
Scott Pelley, né le 28 juillet 1957, est un journaliste de télévision américain.

## Biographie
Ancien correspondant pour le magazine de la rédaction de CBS News 60 Minutes, il présente depuis le 6 juin 2011 CBS Evening News, le journal du soir de la chaîne de télévision américaine CBS, succédant ainsi à Katie Couric, première femme arrivée à la présentation de ce rendez-vous d'information.